# Teatro de Cámara Roque Dalton
El Teatro Municipal de Cámara Roque Dalton es un espacio cultural en el barrio San Miguelito, San Salvador, El Salvador; es administrado por la Secretaría de Cultura de San Salvador. En él se realizan diferentes actividades relacionadas con las artes escénicas, incluyendo conciertos, obras teatrales, encuentros musicales, exposiciones, reuniones culturales y talleres de formación artística.

## Historia

### Antecedentes
En 1915, el presbítero José Miguel Funes de la diócesis de San Salvador, tuvo la idea de construir un templo dedicado a San Miguel Arcángel y una pequeña escuela para los niños pobres de la zona que hoy es el Barrio San Miguelito. Debido a su edad avanzada, delegó el trabajo de construcción del templo a su heredera, la señorita Virginia Bertis. Al poco tiempo, el presbítero falleció y la señorita Bertis comenzó a trabajar en la obra en coordinación con el arzobispo de San Salvador monseñor Antonio Adolfo Pérez y Aguilar.
La Sociedad Constructora del Templo de San Miguel Arcángel fue fundada en el 1 de julio de 1919 por los señores Francisco Moreno, Fray Vicente Isla, José L. Villegas, J. C. Chica, el ingeniero J. Castellanos, M. Rafael Saravia y M. Palomo. Esta sociedad reconoció como primer fundador del templo a José Miguel Funes, representado por Virginia Bertis. Los estatutos de la sociedad fueron aprobados por el gobierno del presidente Jorge Meléndez en el 3 de enero de 1920. No fue hasta en 1925 que se logró colocar la primera piedra; el proyecto terminó siendo abandonado por problemas entre los miembros de la junta de constructores, luego surgieron nuevos tropiezos con la municipalidad. El templo religioso nunca llegó a terminarse completamente y se convirtió en una bodega con un amplio patio en frente.
En 1964, el espacio fue declarado con el nombre de Plaza Ocho de Diciembre, en honor a la lucha contra el régimen de Osmín Aguirre y Salinas en 1944.

### Teatro Municipal de Cámara
En 1965, el ingeniero Rodolfo Jenkins, jefe del departamento municipal de ingeniería, tuvo la iniciativa de convertir la bodega en un teatro de cámara. El alcalde municipal José Napoleón Duarte le dio la luz verde al proyecto y, recién inaugurado, hicieron presentaciones de obras literarias, pero después de esas actividades quedó cerrado. En 1972 a 1974, el teatro reinició sus actividades artísticas culturales bajo la administración del alcalde doctor Carlos Herrera Rebollo.
En el 8 de octubre de 1984 el teatro, con la colaboración del comité de proyección social, realizó reparaciones y remodelaciones a la infraestructura, habilitando salones para talleres y un pequeño anfiteatro para uso exclusivo de actividades socioculturales y talleres de danza, música, teatro, dibujo y pintura.
En 1995, la sección de desarrollo cultural trasladó sus oficinas al teatro y se instaló en la sala de exposiciones, dividiéndola en dos espacios, uno para talleres de dibujo y otra para administración. Para 1997, la sala de teatro se encontró descuidada.
En 1998, durante la administración del doctor Héctor Silva, el Teatro Municipal de Cámara se remodeló y reinauguró con el nombre del poeta salvadoreño Roque Dalton.